# Рондельплац
49°00′25″ пн. ш. 8°24′13″ сх. д. / 49.0069° пн. ш. 8.40368° сх. д.
Рондельплац (нім. Rondellplatz) — площа в центрі Карлсруе, Німеччина. Розташована на перетині Карл-Фрідріх-штрассе з Ербпрінценштрассе та Маркграфенштрассе.
Є складовою Тріумфальної дороги, яка веде з півдня через Еттлінгер-тор-плац, ден Ронделльплац, Маркплац і Шлосплац до головної осі палацу Карлсруе. Посередині площі знаходиться пам'ятник Великому князю Карлу, який часто називають колоною Конституції. Він складається з обеліска, з'єднаного з фонтаном. На площі також розташовані, серед іншого, маркграфський палац, вхід до торгового центру Етлінгер-тор і державне торгове управління.
Рондельплац вперше з'явився на карті міста в 1768 році.
У 1800—1809 рр. на площі були побудовані житлові будинки, в тому числі маркграфський палац в 1803 році, який був побудований для родичів від імені великого князя. Будівля сильно постраждала під час Другої світової війни; сьогодні збереглася лише середина фасаду.

## Колона Конституції
Колона Конституції була побудована в 1822—1827 рр. за проєктами Фрідріха Вайнбреннера та має висоту 7,80 м, виготовлена з червоного пісковику та оточена двома грифонами, зверненими на північ (у бік замку), виготовленими Алойсом Рауфером. На півдні та півночі є також два леви зробленими у вигляді горгулій.
Спочатку пам'ятник не мав бути присвячений великому герцогу Карлу, а мав служити символом могутності Бадена. Початкова ідея полягала в тому, щоб вигравіювати відстань від Карлсруе до різних міст Бадена.
Оскільки наступник Карла Людвіга фон Бадена був противником конституції, лише в 1832 році, після його смерті, зображення великого князя та текст «CARL / GROSHERZOG VON BADEN» були додані на лицьовій та зворотній сторонах «DEM GRUENDER DER / VERFASSUNG / DIE DANKBARE STADT / CARLSRUHE». Відтоді пам'ятник був присвячений великому князю Карлу, який свого часу підписав Баденську конституцію, одну з найліберальніших свого часу.

9 грудня 2012 року західний грифон був знищений нічним вандалом і його довелося замінити.